# Янг, Уильям
Уильям «Билл» Янг (англ. William R. "Bill" Young; род. 21 ноября 1955, Брисбен, Австралия) — австралийский и американский физический океанолог, специалист по геофизической гидродинамике и динамической океанографии. Член НАН США (2012), доктор философии (1981), заслуженный профессор Scripps Institution of Oceanography, с которым связана почти вся его карьера.

## Биография
Гражданин Австралии и США (с 2003).
Окончил Австралийский национальный университет как бакалавр теоретической физики с отличием (1976) и магистр прикладной математики (1977). В 1981 году в Массачусетском технологическом институте получил степень доктора философии по физической океанографии. В 1982 году поступил в Scripps Institution of Oceanography как исследователь-постдок (до 1984), где с 1988 года ассоциированный профессор, с 1991 года полный профессор, ныне заслуженный профессор.
В 1984—1987 годах ассистент-профессор Массачусетского технологического института.
Фелло Американского геофизического союза (1989) и Американского метеорологического общества (2009).
Являлся ассоциированным редактором Journal of Marine Research, Journal of Fluid Mechanics, Fluid Dynamics Research.
Подписант Открытого письма об изменении климата от обеспокоенных членов НАН США (2016).
Отмечен Carl-Gustav Rossby Award Массачусетского технологического института и James B. Macelwane Medal (1989).